# Rashba-Effekt
Als Rashba-Effekt (benannt nach Emmanuil Iossifowitsch Raschba) bezeichnet man eine bestimmte Kopplung des Elektronenspins an die orbitale Bewegung des Elektrons. Es handelt sich um einen wesentlichen Effekt der Spin-Bahn-Kopplung, deren Beitrag zur Elektronenenergie bekanntlich proportional ist zum Kreuzprodukt aus dem elektrischen Feld {\displaystyle E} am Ort des Elektrons und dessen Impuls {\displaystyle p}, skalar multipliziert mit dem Spin {\displaystyle \sigma }, {\displaystyle \Delta E\approx [E\times p]\cdot \sigma }. Dabei ist es entscheidend, dass eine Inversions-Asymmetrie der Struktur des Systems vorliegt, genauer: dass das Potential, welches das Elektronen-Gas auf zwei Dimensionen einschließt (2DEG), asymmetrisch ist. Dies wurde bisher in Spin-Feldeffekttransistoren (Spin-FETs) bei tiefen Temperaturen in gewissen hochreinen Halbleiterheterostrukturen wie z. B. In0.53Ga0.47As / In0.52Al0.48As realisiert: die (extrinsische!) Beeinflussung des Spins erfolgt hier durch eine Spannung, die durch eine Gate-Elektrode gesteuert werden kann. Das elektrische Feld steht dabei senkrecht auf der Bewegungsrichtung des Elektrons, d. h. senkrecht zur betrachteten Oberfläche oder Grenzfläche, und bewirkt – klassisch betrachtet – eine Präzessionsbewegung, die die Spinausrichtung verändert. Korrekt wird die Spin-Bahn-Kopplung mittels der Dirac-Gleichung durch einen speziellen Entwicklungsterm beschrieben.
Der Rashba-Term wird oft mit dem sog. Dresselhaus-Effekt verglichen, ebenfalls einem Symmetrie-Effekt, der aber völlig intrinsisch ist und sich vom Rashba-Effekt in wesentlichen Einzelheiten unterscheidet (z. B. in der erwähnten Asymmetrie).

## Bedeutung
Gegenwärtig (Ende 2010) wird der Rashba-Effekt u. a. im Zusammenhang mit dem Auftreten bestimmter topologischer Anregungen an Kristall-Oberflächen und -Grenzflächen diskutiert, z. B. im Zusammenhang mit sog. Skyrmion-Anregungen. Darüber hinaus hat der Effekt herausragende Bedeutung in der Spintronik. Auf diesem Effekt beruht das Konzept der Spin-Transistoren, an dessen Realisierung im Moment viele Halbleiterforscher arbeiten. Das Ausgangsmaterial sind dabei i. d. R. sogenannte Halbleiterheterostrukturen. Man erwartet sich von Spintransistoren eine weitere Miniaturisierung der Bauelemente und eine Verkürzung der Schaltzeiten.